# Antocha biacus
Antocha biacus là một loài ruồi trong họ Limoniidae. Chúng phân bố ở miền Cổ bắc.